# Zappe
At zappe handler oprindeligt om det at skifte hurtigt mellem tv-kanaler vha. en fjernbetjening for at finde noget, der kan fange ens opmærksomhed. Udtrykket bruges nu også mere generelt om det at bevæge sig hurtigt af sted fra et sted til et andet. Finder også anvendelse i sammensætninger som f.eks. zapperbørn om børn der generelt mangler evnen til at fordybe sig, og zapper fra den ene sociale relation til den anden.
| Sprog | Spire Denne artikel om sprog er en spire som bør udbygges. Du er velkommen til at hjælpe Wikipedia ved at udvide den. |